# Artimus Pyle
Pour les articles homonymes, voir Pyle.
Thomas Delmer « Artimus » Pyle est, né le 15 juillet 1948 à Louisville dans le Kentucky, un batteur américain connu pour avoir fait partie du groupe de rock sudiste, Lynyrd Skynyrd et avec lequel il fut intronisé au Rock and Roll Hall of Fame en 2006.

## Biographie

### Sa jeunesse et sa carrière militaire
Thomas Delmar Pyle est né le 15 juillet 1948 à l'hôpital Saint-Joseph de Louisville dans le Kentucky. Il grandit au Tennessee entouré de ses parents et grands-parents, et passa une grande partie de sa jeunesse sur le dos d'un cheval ou pendant les vacances d'été à bord d'un bulldozer de l'entreprise de construction de route de son grand-père. Fasciné très jeune par les rythmes et la musique, sa mère lui acheta une paire de bongos à l'âge de neuf ans et son père, une batterie d'occasion Slingerland pour ses douze ans ce qui amena à la fondation de son premier groupe, "The Thom Thumbs".
Après avoir passé son diplôme au lycée de Columbus dans l'Ohio où ses parents avaient déménagé, il retourna dans le Tennessee pour étudier à l'université technologique de Cookville. C'est là-bas que, à la vue de son visage aux traits d'enfant malgré ses 18 ans, ses amis lui donnèrent le surnom d'« Artimus » en référence à la déesse Artémis.
Puis il s'engagea dans le Corps des Marines où il fut affecté à l'aviation pour suivre une formation sur les équipements d'armements, de navigations et de communications en vue de participer à la guerre du Viêt Nam. Mais celle-ci se termina avant qu'il ne puisse y prendre part. À son retour de l'armée, il s'installa à Spartanburg où il rencontra une jeune femme appelée Patricia Diane Williamson avec laquelle il se maria. Il travailla d'abord dans la construction puis à l'aéroport de Spartanburg où il installait le système électronique.

### Sa carrière musicale
Ses premiers pas dans l'univers musical, Artimus Pyle les fit à Nashville avec le Charlie Daniels Band en 1974 pendant la Volunteer Jam. Puis il travailla avec le groupe de country rock The Marshall Tucker Band, dont il avait rencontré le guitariste Toy Caldwell pendant son séjour dans les Marines, ce qui lui permit d'avoir de la notoriété en tant que musicien de sessions .
C'est grâce à ses connexions avec ces deux groupes (qui tournaient régulièrement avec Lynyrd Skynyrd) qu'Artimus Pyle rencontra Ronnie Van Zant et Ed King au Studio One à Doraville. Son premier concert avec Lynyrd Skynyrd eut lieu en octobre 1974 au Sergeant Pepper's Club à Jacksonville pour un concert en faveur de la banque alimentaire. Lorsque Bob Burns quitta le groupe au retour d'une tournée européenne en décembre 1974, Artimus Pyle fut immédiatement appelé à lui succéder.
Artimus Pyle enregistra trois albums studios et un album en public avec Lynyrd Skynyrd avant le tragique accident d'avion du 20 octobre 1977 qui tua notamment trois membres du groupe (Ronnie Van Zant, Steve Gaines et Cassie Gaines). Alors que les autres passagers étaient grièvement blessés, Pyle n'eut "que" quelques côtes cassées et put s'extraire de l'avion en compagnie de deux roadies. Cet accident mit la carrière du groupe entre parenthèses jusqu'en 1987.
En 1979, il participa avec Billy Powell, Allen Collins et Gary Rossington au Volunteer Jam et, avec l'aide de Charlie Daniels, ils interprétèrent une version instrumentale de Freebird et Call Me the Breeze avec Taz DiGregorio au chant.
En 1979, il joua aussi avec Leon Wilkeson et Billy Powell joua sur l'album Contraband du groupe de JoJo Billingsley, Alias (ne pas confondre avec le groupe canadien du même nom).
Alors que les rescapés du crash se réunirent pour former le Rossington Collins Band, Artimus Pyle fut victime d'un grave accident de moto en Caroline du Sud qui l'éloigna du projet. Il fut remplacé par Derek Hess.
En 1981, il fonda l'A.P.B (appelé aussi Artimus Pyle Band ou All Points Bulletin) avec des musiciens inconnus de Spartanburg et le groupe enregistre son premier album éponyme. Si cet album contient encore quelques zestes de rock sudiste, le suivant Nightcaller sorti en 1983, et qui voit l'arrivée d'une chanteuse, est plus orienté soft rock. On retrouvera deux titres de ce groupe sur la compilation "Solo Flytes" (1999) de Lynyrd Skynyrd.
En 1987, alors qu'il habitait et étudiait à Jérusalem, Artimus Pyle fut contacté pour rejoindre le "Lynyrd Skynyrd Tribute Tour". Cette tournée fut mise sur pied pour célébrer le dixième anniversaire du crash meurtrier du 20 octobre 1977. Cette tournée qui ne devait que durer quelques semaines se transforma en reformation définitive de Lynyrd Skynyrd. Pyle restera avec le groupe jusqu'en 1991 et l'enregistrement du premier album studio du groupe Lynyrd Skynyrd 1991 depuis Street Survivors en 1977. Il quittera Lynyrd Skynyrd à la suite des tensions internes avec les autres membres du groupe, certains abusant sur leur consommation d'alcool ou de drogues.
Il faudra attendre la fin des années quatre-vingt-dix pour que Pyle reforme l'A.P.B. et sorte un album live Live from the Planet Earth en 2000. Un album en public constitué principalement de reprises de Lynyrd Skynyrd et de blues (Muddy Waters, Willy Dixon, Stevie Ray Vaughan...) et qui sera suivi d'une tournée internationale.
En 2007, il sort son premier album solo appelé Artimus Venomus. Pour la première fois, il chante et compose la totalité de l'album sur lequel joue aussi ses fils, Ed King, JoJo Billingsley et un grand nombre de musiciens et choristes. La pochette est un dessin de Leon Wilkeson.
Pendant toutes ces années, Pyle joua aussi avec un grand nombre de groupes où musiciens différents comme Carlos Santana, The Black Crowes, Jerry Lewis ou Maria Muldaur. Il fonda aussi avec ses fils et des musiciens israélites, le groupe The Fenwicks un curieux mélange de musique reggae, punk, ska et de folk Yiddish qu'ils qualifieront eux-mêmes de "Afro-Celtic Yddish Ska". Trois albums seront publiés dans les années 1990 et 2000.
Il fit aussi partie du supergroupe Deep South en compagnie de Jimmy Hall (chant, saxophone et harmonica ex-Wet Willie), Dean Daughtry (claviers) et Robert Nix (batterie, percussions) (ex-Atlanta Rhythm Section), Chris Hicks (guitare ex-Marshall Tucker Band) et Hall McCormack (lead guitar ex-Survivor, Black Oak Arkansas)
À ce jour, il tourne toujours avec l'A.P.B. participant notamment aux "Rock Legends Cruise" en compagnie de nombreux groupes américains qui connurent leur heure de gloire dans les années 1970 et 80 tel que Foreigner, Kansas, Blue Oyster Cult, Molly Hatchet etc.

### Vie privée et arrestations
Artimus Pyle est le père de cinq enfants : Christopher Chapell (né en 1972) et Marshall Daniel (né en 1977), Misty Liberty (née en 1985) et Kelly Lucille (née en 1989) et River (né en 1999)
En 1993, Artimus Pyle fut arrêté à Jacksonville Beach en Floride pour attouchements sexuels sur ses deux filles âgées à l'époque de quatre et huit ans. Sa compagne, mère des deux enfants, l'accusa d'avoir eu des relations sexuelles avec ses filles pendant qu'Artimus leur donnait le bain. Il nia toujours ces accusations mais dut, risquant une peine de 25 ans de prison, obtenir un plaidoyer de marchandage par lequel il fut condamné à huit ans de mise à l'épreuve et obligé de s'inscrire sur la liste des délinquants sexuels. Á nouveau arrêté en novembre 2007 en Floride pour ne pas s'être enregistré sur la liste des délinquants sexuels et avoir menti sur l'adresse indiquée sur son permis de conduire, il fut finalement acquitté en 2009.
Il vit avec sa deuxième femme Kerri Hampton-Pyle et son fils River à Asheville en Caroline du Nord.

## Discographie

### Avec Lynyrd Skynyrd
- Nuthin' Fancy : 1975
- Gimme Back My Bullets : 1976
- One More from the Road (live) : 1976
- Street Survivors : 1977
- Legend : 1987
- Southern by the Grace of God: A Tribute to Lynyrd Skynyrd (live) : 1988
- Lynyrd Skynyrd 1991 : 1991
- Freebird - The Movie (live) : 1996
- Collectybles : 2000

### Avec A.P.B.
- A.P.B. : 1982
- Nightcaller: 1983
- Live from Planet Earth: 2000

### Sous Artimus Pyle
- Artimus Venomus: 2007

### Autres participations
- Avec Alias :
  - Contraband (1979)
- Avec Big Jim & The Twins :
  - Yeah... We Smoke! (1998)
- Avec Billy Ray Cyrus :
  - I Wanna Be Your Joe (2006)
- Avec Dixie Jam Band :
  - Jammin' For DJB - DVD (2000)
- Avec The Fenwicks :
  - Member of No Tribe (1995)
- Avec Warren Haynes :
  - The Benefit Concert Volume 4 (2011)
- Avec Rambler :
  - First Things First (2004)
- Avec Those Guys:
  - Those Guys (1996)
- Avec Holly Wynnette:
  - My Future Ex-Boyfriend (2001)
- Avec Artistes Divers :
  - An All-Star Tribute To Lynyrd Skynyrd (2007)
  - An All-Star Tribute To ZZ Top (2008)
  - Midnight Rider, A Tribute To The Allman Brothers Band (2014)
  - Southern Rock Christmas (2015)
  - This Is Southern Rock - DVD (2007)

## Anecdotes
- Le grand-père d'Artimus Pyle était ami avec Albert Arnold Gore Sr., ce qui amena le jeune Artimus à jouer avec Al Gore qui deviendra le 45e vice-président des États-Unis en 1993[2].
- Il existait de 2001 à 2007 un groupe de sludge metal originaire d'Atlanta qui s'appelait Artimus Pyledriver et qui sortit un album éponyme en 2005[13].
- Un trio de punk hardcore cette fois-ci, originaire de San Francisco, sévit pendant les années 2000 sous le nom d'Artimus Pyle[14].